# Pourriture sèche

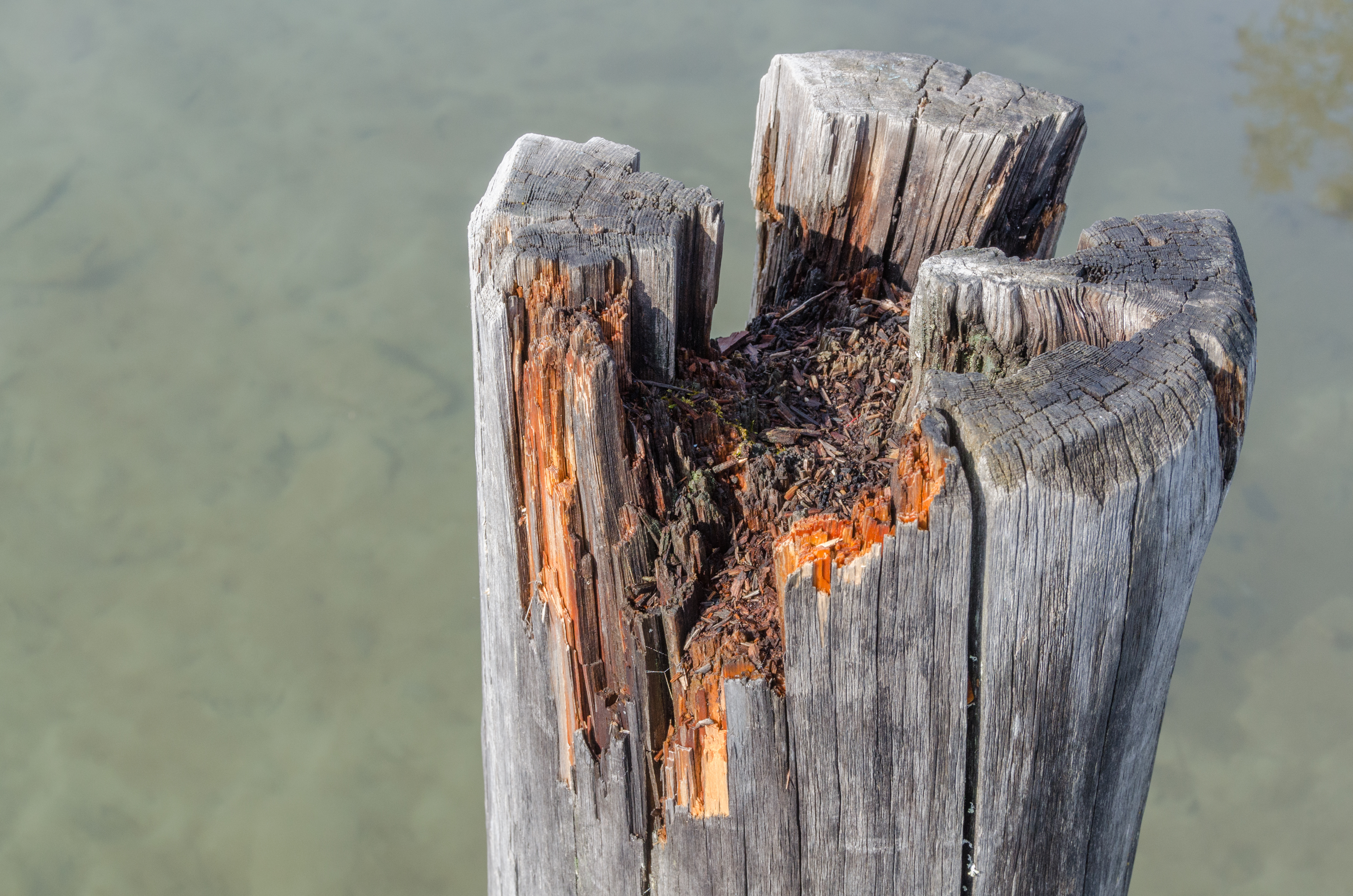
Pourriture sèche causé par Serpula lacrymans sur un pieu de bois à Pörtschach am Wörthersee (Klagenfurt, Autriche)

L'expression anglaise « dry rot », traduite aussitôt en français par « pourriture sèche », a servi au XVIIIe siècle puis au XIXe siècle, à décrire les effets destructeur de la mérule pleureuse sur les navires en bois de la Royal Navy, ce que nous nommons aujourd'hui « pourriture brune » ou « pourriture cubique ». Le terme « sec » a été utilisé en raison de la masse friable résultante et du fait qu'il n'était alors généralement pas admis que la pourriture était causée par l'eau, bien que l'on ait reconnu qu'elle était exacerbée par des situations confinées, chaudes et humides.
L'expression « pourriture sèche » peut aussi désigner la « fusariose », dont la « fusariose de la pomme de terre ».

## Occurrence
Les premiers enregistrements du terme « dry rot » datent de la seconde moitié du XVIIIe siècle. En français l'usage de l'expression « pourriture sèche », suit la publication de Ambrose Bowden en 1810, « A Treatise on the Dry Rot », et surtout sa traduction par Jean-Pierre Marcassus de Puymaurin publiée en 1819 sous le titre: De la Pourriture sèche qui détruit les bois employés pour la construction des vaisseaux. En français on rapporte aussi les termes de « carie sèche », et rapport à sa couleur les expressions de « bois cannelle » et « tabac d'Espagne ».
Le terme dry rot est toujours utilisés aujourd'hui en anglais mais sa signification est différente.

## Genèse de l'expression
En 1759, les chantiers navals de la Tamise furent invités à donner leur avis sur la durabilité comparée des navires anglais et français. Ils conclurent que les navires de guerre anglais devaient survivre de longtemps à ceux français,,. Au début du XIXe siècle, toutefois, la situation s’était inversée. L'affaire prit de l'ampleur en 1810 lorsque le HMS Queen Charlotte (1810) fut lancé à Deptford. Un examen minutieux révéla que toutes ses œuvres mortes – the ends of most of the beams, carlings, and ledges, the joinings of the plan , etc. – étaient atteinte de « dry rot ». Ambrose Bowden, du Navy Office, enquêta sur cette situation et publia ses conclusions en 1815 sous le titre « A Treatise on the Dry Rot ».
Le terme « sec » (dry) fut utilisé en raison de la masse friable restante après la dégradation du bois par la pourriture et en raison du fait qu'il n'était généralement pas admis que ce type particulier de pourriture puisse être causée par l'eau; bien qu'on reconnaisse qu'elle était exacerbée par des situations confinées, chaudes et humides,. Bowden déclara que « la pourriture sèche existe là où il n'y a pas d'humidité extérieure pour la produire ».
La « pourriture sèche » a donc été nommée d'après l'effet produit, et non la cause, pour le distinguer de la « pourriture humide », désignation malheureuse qui induisit en erreur de nombreuses personnes, en leur faisant croire que le bois pourrirait à sec; et longtemps les précautions adéquates ne furent pas prises pour prévenir la pourriture, à supposer qu'elles aient été efficaces. Fin XIXe siècle cette idée était corrigée, car il est impossible d'initier la pourriture sèche sans humidité, sans chaleur suffisante et sans exposition à l'air.

## Descriptions
Les premiers enregistrements du terme « pourriture sèche » datent donc de la seconde moitié du XVIIIe siècle; une description particulièrement utile des dommages a été publiée au début du XIXe siècle par Thomas Wade: « Le bois se gonfle d'abord puis il change de couleur et émet des gaz qui ont une odeur de moisi ». Aux stades les plus avancés, la masse se fendille transversalement, devient peu à peu pulvérulente et forme une terre végétale. On trouve généralement, à certains de ces stades de décomposition, les différentes espèces de champignons sur la masse,.
À l'époque de Bowden, on reconnaissait deux formes principales de décomposition du bois: une pourriture commune ou humide (common rot, wet rot) et ce phénomène relativement nouveau qu'on appela « pourriture sèche ». On a observé que la pourriture sèche attaquait le bois de l'intérieur vers l'extérieur et ne laissait souvent qu'une peau extérieure apparemment saine, à la différence de la pourriture humide qui progresse de la surface vers l'intérieur.
Aux XVIIIe siècle et au début du XIXe siècle, la pourriture commune ou humide était considérée comme une forme de décomposition qui était causée par le vent, la chaleur et l'eau; on pensait que la dégradation des bois avait des origines chimiques ou mécaniques et que le bois modifié résultant offrait un substrat particulièrement approprié pour les champignons.
En 1864, Fréminville en ce qui concerne la pourriture sèche, ne s'écarte pas de cette théorie ; elle résulte d'une véritable fermentation, assimilable à un combustion lente, dans laquelle interviennent la sève, le ligneux et la cellulose. Le champignon de la pourriture sèche est identifié; toutefois la concordance invariable de la présence de boletus lacrymans, la mérule pleureuse, et du développement de la pourriture faisait hésiter l'observateur: le champignon était-il la cause de la pourriture, ou sa conséquence?
Selon Mazaudier, la pourriture sèche a la couleur de la cannelle, le bois en est cassant et même friable et il finit par se réduire dans l'intérieur même de la pièce en poussière fine qui ressemble à du tabac d'Espagne. Cette maladie est d'autant plus dangereuse qu'elle commence par attaquer un point quelconque du cœur de l'arbre sans aucun indice extérieur; aussi arrive-t-il des pièces sur chantier, atteintes de la pourriture sèche, dont on ne reconnaît le vice qu'en les façonnant. Souvent même une pièce est travaillée, coupée de longueur et mise en place sans présenter aucun défaut; et ce n'est qu'en faisant usage de la tarière pour la fixer que l'on est obligé de la rejeter. Lorsque dans les visites de recette l'on découvre les indices de la pourriture sèche, soit au pied, soit à la tête, soit enfin au corps de la pièce, il est facile d'extraire le mal parce qu'il ne se propage pas de préférence dans le sens des fibres ligneuses, il s'étend au contraire dans toutes les directions. Il suffit donc pour extirper le mal de tronçonner la pièce lorsque sa longueur le permet à une distance déterminée par l'expérience.
Différentes expériences furent menées. On prit les bois les moins destructibles tels que le bois de teck et le gaïac que l'on mit en contact avec des bois ordinaires où ces champignons croissaient déjà, et la contagion s'étendit rapidement à ces bois renommés pour leur durée.

## La pourriture sèche dans la marine en bois historique
L'origine et la propagation de la pourriture sèche ont été attribuées à différentes époques à l'utilisation de bois non séché, à l'utilisation de certains bois étrangers, à une mauvaise construction et au manque de ventilation. Bien que parfois tous ces facteurs aient pu contribuer au problème, les causes les plus évidentes de pourriture pouvaient être réduites à deux: le bois non séché et le manque de ventilation. Le manque de ventilation était dû à une construction défectueuse. La mauvaise réputation du bois étranger découlait d'un mauvais séchage; il était souvent flotté dans les rivières puis immédiatement chargé dans les cales des navires, une combinaison de facteurs idéale pour les attaques fongiques; les grumes étaient parfois couverts de sporophores avant d’atteindre les chantiers navals.
On ne s'aventure pas de beaucoup à supposer que la pourriture sèche doit avoir été observée sur les navires dès les premiers jours de la navigation, mais il ne semble pas y avoir d'anciennes références à celle-ci, à la différence des teredos. Toutefois une grande partie de ce que nous savons sur la dégradation des bateaux en bois par la pourriture a été apprise dans des récits contemporains détaillés décrivant la dégradation dans des coques et les mâts de la marine britannique sur deux siècles d'histoire européenne, et plus particulièrement la révolution américaine.
En 1609, une commission d’enquête de la marine, nommée par Jacques Ier, met en garde contre l'utilisation de bois verts (greene tymber, planck and trennels), dans la construction et la réparation des navires, la convergence de présence avec la chaleur du bois (heate of the Houlde), de sève (sappines) et de bois jeune (greenesse), amène immédiatement celui-ci à l'état de putréfaction et dans l’espace de six ou sept ans, retourne le navire à quai pour réparation, période qui serait portée à vingt ans si le bois avait été séché comme il se doit (comme cela se pratique dans toutes autres parties du monde). La Commission recommanda que le bois soit immergé dans l'eau pour en aspirer le sève et qu'après séchage par air et soleil, il soit empilé jusqu'à son utilisation finale. Ce conseil avisé fut ignoré et « fleet after fleet rotted prematurely », flotte après flotte le bois pourrit prématurément.
Le Parlement anglais, en 1677, affecte 600 000 £ à la construction de trente nouveaux navires. Mais le pays est saccagé et les forêts sont dépouillées de leur chêne, ce qui a toutes sortes d'implication évidentes pendant un siècle. Les bois précieux et les planches sont particulièrement rares et du chêne doit être importé de la Baltique. Il y a de plus une grande négligence dans la construction, enregistrée par Samuel Pepys. En 1684 une inspection des trente navire par président de la Royal Society conclut que les navires, qui ne sont jamais sorti du port, sont pourris et prêts à sombrer à quai. Pepys témoigne que les cales des navires faute de grilles et d'avoir ouvert les écoutilles et les sabords, ont chauffé et pourri si bien que dit-il: « I have with my own Hands gather'd Toadstools growing in the most considerable of them, as big as my Fists », il a de ses propres mains recueillis des champignons dans le plus considérable d'entre eux était aussi gros que ses poings.
La plus grave épidémie de pourriture sèche suivante a suivi la guerre de Sept Ans (1756-1763). Il y a eu de nombreuses références à des navires défectueux dans l'intervalle, mais aucun problème général ne semble s'être produit, probablement parce que la construction n'a pas été précipitée. Le HMS Cumberland, un vaisseau de 3e rang de 80 canons, lancé en 1710, reconstruit en 1739, coule au mouillage à Goa en 1760, totalement envahi de pourriture sèche et ingouvernable. D'autres navires tel le HMS Mars, réparé a grand frais avec du bois de Stettin, sont finalement démolis prématurément.
Au cours de la Guerre d'Indépendance américaine, il y a des références fréquentes à des bois pourris, à des coques qui fuient, à des cerclages de câbles autour des coques pour maintenir le bordage en place, mais il est difficile de décider de l'ampleur des problèmes liés à la pourriture sèche ou à la pénurie de mâts.Dans les années 1770, les navires de guerre britanniques étaient dans un tel état de délabrement qu'ils ne pouvaient être envoyés en nombre suffisant pour réprimer la rébellion. Lorsque la France entre en guerre en 1778, il n'y a que trente-cinq vaisseaux de la ligne signalés comme parés à être lancés en mer sur plus d'une centaine, et Keppel se rendant à Portsmouth pour prendre le commandement du « Western Squadron », found only six ships fit to meet a seaman's eye, ne trouve que six navires aptes à naviguer. Des efforts sont faits pour rafistoler suffisamment de navires en décomposition pour former deux flottes, mais beaucoup d'entre eux ont tellement succombé à la pourriture sèche qu'il faut enlever à la pelle les champignons des planches et bois. Tout ce qui peut flotter est réparé dans la vaine tentative de rétablir la norme, et les pires navires de "Rotten Row" sont temporairement réparés pour le service à domicile. Il n'est pas surprenant que soixante-six navires de la Royal Navy aient sombré pendant la guerre. C'est à cette époque que se produit le plus célèbre de tous les naufrages, celui du HMS Royal George, à Portsmouth, en 1782, vaisseau de 100 canons qui sombre avec plusieurs centaines de membres de son équipage. Le procès-verbal de la cour martiale montre que le désastre peut-être attribué au bois de chêne non séché trop hâtivement mis en œuvre et pourri. Une simple opération d'abattage en vue de réparer la coque occasionne différentes voies d'eau qui finissent par couler le navire, de même qu'un cutter de ravitaillement qui y était amarré. Différentes expériences sont réalisées dans les chantiers navals — écorçage puis abattage, abattage simple, en automne ou au printemps pour vérifier l'incidence de l'abattage sur le développement de la pourriture.
Durant les Guerres napoléoniennes, l’expansion navale forcée entraîna la construction précipitée de navires, l’utilisation de bois de construction médiocre (principalement de l’aubier, alors que l’offre en bois de cœur en chêne blanc durable avait diminué) et, inévitablement, des quantités anormales de pourriture. Les dépêches de Lord Nelson se plaignent amèrement de la difficulté de bloquer les ports continentaux avec des navires trop affaiblis par la pourriture (et autres facteurs) pour résister au stress de la tempête. Le cas le plus frappant de dégâts dus à la pourriture concerne le HMS Queen Charlotte, doté de 110 canons, un navire de ligne dont la construction prit tant de temps que les remplacements immédiats nécessaires à l'achèvement coûtèrent plus cher que la construction de départ. En revanche, des navires aussi connus que le HMS Royal William et le USS Bear ne nécessitaient que relativement peu de travaux de réparation, même à l’âge très avancé. Pour le HMS Queen Charlotte (1810), on procéda sans retard au radoub du vaisseau en enlevant tous les bois entièrement hors de service et retranchant des autres pièces les parties endommagées « qu'on tranchait jusqu'au vif du bon bois »; ensuite on remplaça les parties enlevées par du bois sain. La « végétation des champignons et la pourriture sèche » disparurent complètement de ce bâtiment. Le Queen Charlotte fut converti pour servir de navire d’entraînement en 1859 et renommé HMS Excellent; il fut finalement vendu pour démolition en 1892.

Il semble que les chantiers de marine vont subir la concurrence des tanneurs, à la suite d'une augmentation sans précédent du prix de l'écorce. La situation paradoxale montre la rareté et la valeur extrêmes du bois et de l'écorce, déprimant de la même manière constructeurs de navires et tanneurs. L'écorce de chêne fournie aux tanneurs (pour le tan) impose d'exploiter les arbres au printemps, lorsque l'écorce ne s'est pas encore lignifiée, alors que les constructeurs navals voudraient couper en hiver. John Burridge auteur d'un traité sur la pourriture sèche (Naval dry rot) en 1824 associe la prolifération de pourriture sèche à la nouvelle pratique qui consiste à de plus en plus couper les arbres au moment de l'écorçage, et il propose une alternative à cette pratique. Les propriétaires fonciers, dit-il, sont parfaitement libres de couper du chêne en hiver selon la pratique ancienne; c'est cependant un fait des plus extraordinaires (« que j'ai découvert depuis mon traité sur la pourriture sèche ») que l'acte de Jacques Premier en 1604 exigeant la construction de la marine royale avec du chêne abattu en hiver a été en fait abrogé en 1808 au milieu du règne de la pourriture sèche navale,:

« This is the strangest paradox in the world to me because the British senate might have learned from the memorable Act of James as well as from fatal experience that the royal and commercial navies were formerly built with timber hewn in winter Facts which nevertheless were totally and fatally disregarded against this evidence at a most important crisis in the face of the whole kingdom »

À partir de 1940, le Disodium octaborate tetrahydrate (en) est régulièrement utilisé pour protéger les bois.